# Tübinger Orthodoxie
Die Tübinger Orthodoxie war eine polemische Bezeichnung, die von Friedrich Wilhelm Joseph Schelling und Georg Wilhelm Friedrich Hegel geprägt wurde, um die sogenannte Ältere Evangelische Tübinger Schule der Tübinger Professoren Gottlob Christian Storr, Johann Friedrich Flatt, Ernst Gottlieb Bengel, Johann Christian Friedrich Steudel und Friedrich Gottlieb Süskind, die sich im Gegensatz zur Aufklärung und zum Rationalismus durch einen Supranaturalismus auszeichnete und „die Heilige Schrift als durch göttliche Autorität beglaubigte [und] in sich widerspruchsfreie Offenbarung zum Ausgangspunkt und zur Grundlage aller theologischen Urteilsbildung machte.“
Schelling wendet sich dabei im Wesentlichen gegen den aus ihrer Kant-Interpretation folgenden Skeptizismus.